# Porto Paone di Nisida
Porto Paone di Nisida este o arie protejată (arie specială de conservare — SAC, sit de importanță comunitară — SCI) din Italia întinsă pe o suprafață de 4,07 ha, din care 2 % marine.

## Localizare
Centrul sitului Porto Paone di Nisida este situat la coordonatele 40°47′42″N 14°09′36″E / 40.795°N 14.16°E.

## Înființare
Situl Porto Paone di Nisida a fost declarat sit de importanță comunitară în mai 1995 pentru a proteja 11 specii de animale. Situl a fost protejat și ca arie specială de conservare în mai 2019.

## Biodiversitate
Situată în ecoregiunea mediteraneană, aria protejată conține 2 habitate naturale: Recifuri, Faleze cu vegetație de Limonium spp. endemic de pe coastele mediteraneene.
La baza desemnării sitului se află mai multe specii protejate:
- păsări (9): uliu păsărar (Accipiter nisus), pescăruș albastru (Alcedo atthis), sfrâncioc roșiatic (Lanius collurio), Larus argentatus, pescăruș râzător (Larus ridibundus), Phalacrocorax carbo sinensis, sitar de pădure (Scolopax rusticola), turturică (Streptopelia turtur), sturz-cântător (Turdus philomelos)
- mamifere (2): liliacul mare cu potcoavă (Rhinolophus ferrumequinum), liliacul mic cu potcoavă (Rhinolophus hipposideros)

Pe lângă speciile protejate, pe teritoriul sitului au mai fost identificate 1 specie de nevertebrate, 2 specii de reptile.